# 招魂 (电影)
是一部2013年上映的美國超自然恐怖片，由溫子仁執導，根據真實故事改編而成，由薇拉·法蜜嘉、派翠克·威爾森、榮·利文斯通與莉莉·泰勒主演。電影作為厲陰宅宇宙的第一部電影，影片講述威爾森和法蜜嘉飾演的超自然現象探究者艾德和蘿琳·華倫夫婦，在1971年幫一戶住在羅德島州的佩倫一家處理的靈異事件。
北美於2013年7月19日上映，而台灣原定片名為《厲陰房》，但因其與麗嬰房股份有限公司的發音相近，而更改為《厲陰宅》。電影上映後院大獲好評，獲得3.19億美元的票房成績。影片的成功讓華納兄弟開發電影續集《厲陰宅2》，於2016年6月7日上映。

## 劇情
1971年，美國羅德島州哈維爾，羅傑和卡洛琳·佩倫夫婦陪五個女兒安卓莉亞、南希、克莉絲汀、辛蒂與愛普搬進一棟郊區大宅，但屋子裡幾天下來開始發生一連串詭異超自然現象：一家的寵物狗在搬進去的第二天就神秘死亡，家中所有鐘全部停在淩晨三點零七分，腐爛屍臭充斥著整間屋子，一樓的門會自行頻繁開關，卡洛琳身上頻繁出現淤青，克莉絲汀睡覺時常覺得有人在抓她的腳，有夢遊症的辛蒂睡著時會用頭不停地撞擊一個老櫥櫃，而愛普不停地在跟一名“想象朋友”羅伊說話。幾天後的晚上，卡洛琳跟著一段拍手聲吸引至堆滿老舊物品的地下室後被反鎖其中，當時在二樓的安卓莉亞與辛蒂也遭到一個不明惡靈攻擊。當羅傑趕回家時，惡靈跡象消失地無影無蹤，一家人由此確信這些現象絕非尋常。
卡洛琳為了尋求幫助而去聽艾德與蘿琳·華倫夫婦的魔鬼學講座，得知他們夫婦曾處理過相似事件後，因此私下委託他們到她的家中看看。蘿琳剛進屋就透過與生俱來的陰陽眼看到屋內徘徊著不祥事物，艾德將一家人表述所經歷的事情錄下後，決定為他們家進行驅魔儀式的前置工作，將捕捉到靈異現象後向天主教會報告，請求神父來執行驅魔。夫婦倆靠搜集的資料得知房子起初由商人傑德森·薛曼建於1863年，其妻貝斯希芭則身為出身於巫術世家的女子。貝斯希芭將她剛出世的孩子火祭，最後爬到房子碼頭邊的樹上，於凌晨三點零七分上吊自殺，以死詛咒所有「試圖奪走她土地的人」。世紀以來，所有買下這棟房子包括周邊土地的家庭幾乎全部以不幸告終，大多是發生小孩失蹤、滅門或是自殺案件，艾德和蘿琳由此發現佩倫一家也同樣受到詛咒。
華倫夫婦找來其助手德魯和縣警長布萊德，將房子的每個房間全部設置進行捕捉的照相機。但隔天下午，蘿琳幫忙曬衣服時突然在二樓窗戶上看見一個影子，當時在二樓房間午睡的卡洛琳也被一個女鬼魂襲擊，而當蘿琳趕到房間門口時，卡洛琳卻平安無事走出來，聲稱她只是噁心嘔吐。當晚，布萊德在廚房倒水時，在洗衣房撞見一個滿手鮮血的女傭，而眾人回頭發現辛蒂再度開始夢遊，走進老櫥櫃房間時門自動反鎖，眾人利用紫外線燈跟隨腳印發現她睡在櫥櫃暗門后的牆隔間中；愛普稱隔間是羅伊害怕其母親發瘋时的躲藏地。這時蘿琳進入隔間查看卻不慎踩空而跌進地下室，透過音樂盒的鏡子中看見一個女人，發現她拿著帶血菜刀、抱著自己孩子遺體發出哀嚎，始終哭喊著「這都是她逼我做的！」
受驚的蘿琳跑回樓上後，解答出貝斯希芭是透過附身於每個家庭的母親去殺死她們的孩子，進而達到報復她們的目的。同一時刻，南西同樣受超自然力量襲擊，佩倫一家因此遠離屋子住進汽車旅館，艾德和蘿琳立即將拍攝的全過程放給負責執行驅魔儀式的高登神父目睹，其答應會想辦法。當晚，艾德和蘿琳的獨生女茱蒂於自家中遭受惡靈攻擊，躲入艾德放置各個案件中取回的靈異物品「超自然物品收藏館」中，而一件被封為最危險物品、被放入玻璃櫃隔離的安娜貝爾娃娃消失不見，隨後在客廳搖椅上目睹娃娃出現在一名坐搖椅的女人手中。受驚的茱蒂被及時趕回家的父母救出客廳，而娃娃也自動回到玻璃櫃中。這時，羅傑緊急致電聲稱卡洛琳疑似“中邪”，將克莉絲汀與愛普帶走，蘿琳認為卡洛琳已被附身，打算將她們帶回房子中進行殺害。
艾德一行人回到房子地下室制止陷入瘋狂的卡洛琳，而愛普嚇得躲進地下隔間藏起來。由於卡洛琳一旦離開房子便會死，衆人只好將卡洛琳綁在椅子上，讓艾德靠念聖經來執行驅魔。期間，无数烏鴉撞向屋子，而卡洛琳自行解開繩子後爬進隔間追尋愛普。艾德在千鈞一發之際將驅魔文念完，詛咒貝斯希芭回去地獄；蘿琳透過卡洛琳曾提過的一張海邊全家福，以此對她呐喊為了家人不能放棄反抗。受家人情感意識驅使，卡洛琳最終靠自身意识脫離惡靈掌控，身上淤青消散。佩倫一家平安團圓，向華倫夫婦表示感謝，愛普將蘿琳掉在地下室的墜飾還給她。華倫夫婦回家後，將案件中留下的音樂盒放入收藏館中，而高登神父對他們匯報說驅魔儀式剛被批准，同時跟他們商討一件發生在長島的新案件。

## 演員
| 演員                             | 角色                           | 備註                                                                                         |
| 派翠克·威爾森 Patrick Wilson     | 艾德·華倫 Ed Warren            | 超自然現象調查者，為天主教唯一認可的未受聖職（無神父頭銜）的驅魔師，富有同情心和責任心。     |
| 薇拉·法蜜嘉 Vera Farmiga         | 蘿琳·華倫 Lorraine Warren      | 艾德的妻子，也是艾德辦案時的最佳搭檔，擁有與生俱來的陰陽眼，能夠看見普通人肉眼看不見的事物。 |
| 榮·利文斯通 Ron Livingston       | 羅傑·佩倫 Roger Perron         | 佩倫一家之主，努力工作賺錢養家，也因為工作太過繁忙而很少和家人團聚，但他同樣重視自己的家人。 |
| 莉莉·泰勒 Lili Taylor            | 卡洛琳·佩倫 Carolyn Perron     | 羅傑的妻子，平凡的家庭主婦，將孩子們視為一切，在自己孩子被靈異騷擾時向華倫夫婦求助。         |
| 尚莉·卡斯威爾 Shanley Caswell    | 安卓莉亞·佩倫 Andrea Perron    | 羅傑和卡洛琳的女兒，家中排行老大，處於叛逆的高中生，對父母搬家有很大的意見。                 |
| 海莉·麥可法蘭德 Hayley McFarland | 南希·佩倫 Nancy Perron         | 羅傑和卡洛琳的女兒，家中排行老二，五姐妹中最聰明、淘氣的一位，最喜歡惡作劇。                 |
| 喬伊·金 Joey King                | 克莉絲汀·佩倫 Christine Perron | 羅傑和卡洛琳的女兒，家中排行老三，五姐妹中最貪玩，但也比較膽小，曾經親眼看到家中的靈異現象。 |
| 麥肯基·弗依 Mackenzie Foy        | 辛蒂·佩倫 Cindy Perron         | 羅傑和卡洛琳的女兒，家中排行老四，五姐妹中最討人喜，有夢遊症病史，搬家後再度復發。           |
| 凱拉·迪芙 Kyla Deaver            | 愛普·佩倫 April Perron         | 羅傑和卡洛琳的女兒，家中年齡最小，並且最不受姐妹重視，她與靈異有直接接觸。                   |
| 尚儂·庫克 Shannon Kook           | 德魯·湯瑪士 Drew Thomas        | 華倫夫婦的助手，負責管理他們的實驗器材與資料。                                               |
| 約翰·布萊瑟頓 John Brotherton    | 布萊德·漢彌爾頓 Brad Hamilton  | 本地縣警長，華倫夫婦找來的幫手，不相信靈異發生。                                             |
| 史特琳·傑林斯 Sterling Jerins    | 茱蒂·華倫 Judy Warren          | 華倫夫婦的女兒，也是他們最重要的親人，對父母偵辦的事物充滿好奇。                             |
| 史蒂夫·寇特 Steve Coulter        | 高登神父 Father Gordon         | 長期協助華倫夫婦的教堂神父，幫助他們申請、處理過多數驅魔儀式。                               |

摩根娜·梅、艾米·蒂普頓和查克·帕帕斯飾演片頭三位被安娜貝爾嚇到的醫科學生黛比、卡蜜拉和瑞克（Debbie, Camilla and Rick），瑪莉昂·葛耶特飾演華倫夫婦家的保姆喬吉雅娜·莫蘭（Georgiana Moran）。本片配樂師喬瑟夫·畢夏拉飾演本作中的惡靈貝斯希芭·薛曼（Bathsheba Sherman），而蘿琳·華倫本人在片中客串一位華倫夫婦魔鬼學講座時的一位聽眾。

## 制作
2012年2月下旬开拍，现场拍摄了38天，拍摄地位於北卡羅萊纳州，4月26日杀青。同年8月进入后期制作阶段。

## 评价
本片好评如潮，烂番茄新鲜度高达85%，Metacritic上平均得分68分，CinemaScore上观众评分为A-。
Variety认为：影片是一部绝对意义上的恐怖电影，让每一个观众魂飞魄散；Hollywood Reporter认为：女主角维拉-法米加贡献了“令人窒息”的顶级表演；USA Today指出：“这部超自然的恐怖片绝对是几年来恐怖片领域的上乘之作，溫子仁营造恐怖气氛的能力几乎达到了70年代的《大法師》的水准，教人看过之后心绪难平。” Village Voice则认为：“不得不拜倒在溫子仁的面前，这是他自2004年的《奪魂鋸》以来，最杰出的作品，是真正意义上的恐怖片。”
2023年8月，爛番茄將本片列名為「100部最佳2010年代恐怖片」排行榜第46名。

## 票房
美国首週末票房，以4153万美元名列第一位，并打破由《國定殺戮日》所保持的R级恐怖片3400万的开画记录。次周末收获2213万名列第二位，累计8386万。北美累计1.36亿美金，全球票房超过3.16亿。
台灣票房方面，全台開片票房2170萬元新台幣。
| 上一届： 《神偷奶爸2》 | 2013年美國週末票房冠軍 第29周 | 下一届： 《金鋼狼：武士之戰》 |